# Marcel Bluwal
Marcel Bluwal (ur. 25 maja 1925 w Paryżu, zm. 23 października 2021) – francuski reżyser i scenarzysta filmowy. Od 1955 roku wyreżyserował 40 filmów.

## Filmografia

### Reżyser
- Carom Shots (1963)
- Nowe przygody Vidocq (1971)
- Nędznicy (1972)
- Antoine Bloyé (1974)
- Sara (1975)
- Lulu (1978)
- Mizantrop (1980)
- Mozart (1982)
- Hala muzyczna (1985)
- Billy (1991)
- Najpiękniejszy kraj na świecie (1998)
- Jeanne Devère (2011)

### Scenarzysta
- Nigdy mi nie uciekniesz (1955)
- Winda towarowa (1962)
- Miarka za miarkę (1971)
- Nędznicy (1972)
- Sara (1975)
- Lulu (1978)
- Mozart (1982)
- Hala muzyczna (1985)
- Billy (1991)
- Najpiękniejszy kraj na świecie (1998)